# William Farrer

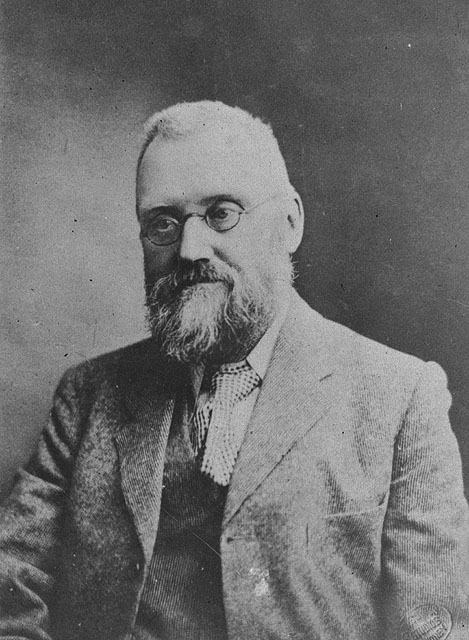
William Farrer

William James Farrer (* 3. April 1845 in Docker im heutigen Cumbria, Vereinigtes Königreich; † 16. April 1906) war ein australischer Agrarwissenschaftler und Weizenzüchter. Er ist sehr bekannt als Züchter der Weizensorte „Federation“, die seit 1903 verteilt wird.

## Seine frühen Jahre
Farrer bekam ein Stipendium fürs Christ's Hospital in London, wo er Auszeichnungen wegen seiner mathematischen Fähigkeiten bekam. Nach einem Studium an der Universität Cambridge, welches er im Jahre 1868 beendete, emigrierte er 1870 nach Australien. Dies tat er aus gesundheitlichen Gründen, denn bei ihm wurde Schwindsucht diagnostiziert. Australiens Klima war für ihn geeigneter und er hatte Freunde in Parramatta, Sydney, wo er bleiben konnte.
Anfangs lebte er bei seinen Freunden, doch dann zog er aufs Land. 1873 veröffentlichte er sein Buch Grass and Sheep-farming A Paper: Speculative and Suggestive, welches über die passenden Böden für Graswachstum und Schafhaltung informiert. Nach seiner Arbeit als Lehrer an der George Campbell's sheep station in Duntroon im heutigen Australian Capital Territory, qualifizierte er sich 1875 zum Landvermesser. Danach arbeitete Farrer von 1875 bis 1886 für das Department of Lands, in Regionen wo in New South Wales Weizen angebaut wird. In dieser Zeit heiratete er seine Frau Nina de Salisist 1882, ein Mitglied einer Familie, die dort lebte, wo heute das Australian State Capital steht.

## Lambrigg Experimente
1986 kaufte er ein Grundstück auf der Lambrigg Farm am Murrumbidgee River, in der Nähe des heutigen Canberra. Anfangs versuchte er Weintrauben auf seinen Land anzubauen. Dies schlug fehl, weil der Boden unpassend war und so entschied er sich, Weizen anzubauen.
Eine Reihe heftiger Regenfälle führte dazu, dass seine Weizenernte Rostpilz bekam. Danach fing er an, Weizensorten zu züchten, die immun gegen den Befall mit Rostpilzen waren. Die nächsten 20 Jahre baute er Weizen an, um bessere Sorten zu entwickeln; seine Resultate notierte er, er benutzte außerdem die Mendelschen Regeln bei seiner Arbeit. Als eine Art Seitenprojekt arbeitete er ebenso daran, Weizensorten zu entwickeln, die resistent waren gegen Brandpilze  und Weizensteinbrand. Aufgrund seines Erfolges bei diesem Projekt bot das NSW Department of Agriculture ihm eine Stelle als Weizenexperten an, die er annahm.
Erfolg war ihm bei der Entwicklung einer Rostpilz-resistenten Sorte im Jahre 1900 beschieden, als seine Neuzüchtung erhältlich wurde. Man nannte sie „Federation Sorte“, benannt nach der nahe bevorstehenden Federation of Australia. Danach entwickelte er noch mehr Sorten wie Canberra, Firbank, Cleveland und Florence.
Diese Weizensorten führten zu einer Verbesserung der australischen Weizenindustrie innerhalb weniger Jahre. Die Federationsorte wurde 1903 für Landwirte erhältlich. Zwischen 1900 und 1920 verdreifachte sich Australiens Weizenernte fast aufgrund dieser Sorten.

## Tod und Nachwirkungen

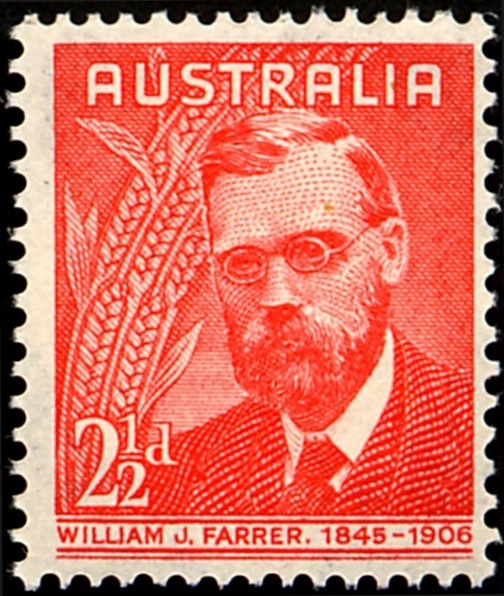
Briefmarke (1948)

Farrer starb an einem Herzinfarkt auf Lambrigg 1906 und wurde am nächsten Tag auf seinem Grundstück in der Abenddämmerung beerdigt. Sein Grab war auf einem steinigen Hügel und musste mit Sprengstoff gesprengt werden. Erst mit erheblicher Verzögerung wurde ihm eine Gedenkstätte errichtet. Eine Statue von ihm wurde 1935 in Queanbeyan errichtet und eine andere in Lambrigg im Jahre 1938.
Seitdem wurde ein Vorort von Canberra und ein Wahlbezirk nach ihm benannt. Farrer wurde ebenso die 1966 herausgekommene australische 2-Dollar-Note gewidmet (heute allerdings nicht mehr im Umlauf). Eine spezielle Hochschule für Agrarwissenschaften wurde nach ihm benannt, die Farrer Memorial Agricultural High School, Tamworth NSW, um auch in Zukunft agrarwissenschaftliche Themen zu unterrichten. An Farrer wird außerdem in Wagga Wagga durch das Farrer Hotel und die Farrer Football League in der Australian Rules Football gedacht.
Am 12. Juli 1948 gab die australische Post eine Briefmarke zu Ehren William Farrers zu 2½ d heraus.